# Matija Murko

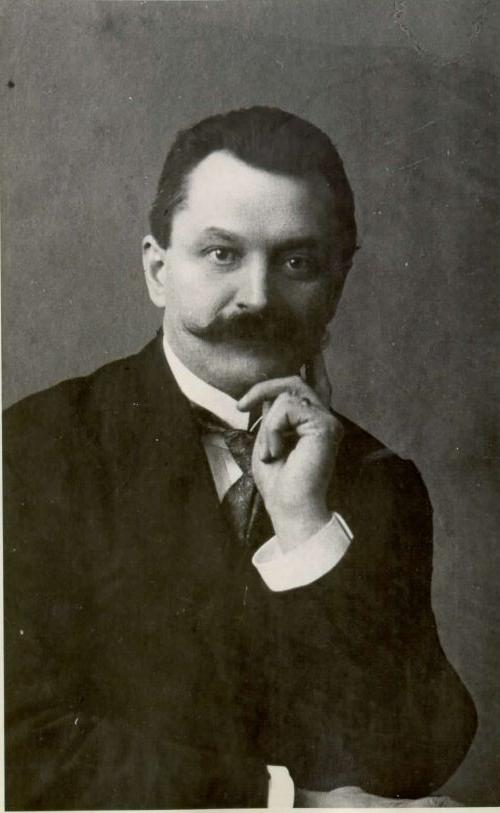
Matija Murko.

Matija Murko, född 10 februari 1860 i Drstelja, död 11 februari 1952 i Prag, var en slovensk språk- och litteraturforskare.
Murko studerade i Wien under Franc Miklošič, vistades en tid vid ryska universitet och blev professor i slavisk filologi vid universitetet i Graz 1902, vid Leipzigs universitet 1917 och var slutligen professor vid Karlsuniversitetet i Prag 1920-31. Av hans arbeten kan nämnas Deutsche Einflüsse auf die Anfänge der slavischen Romantik (1896) och Geschichte der südslavischen Literatur (1908). Bland hans smärre avhandlingar märks Miklosich's Jugend- und Lehrjahre (1898), Prvi usporedjivači sanskrita sa slovenskim jezicima (om de första jämförande undersökningarna om sanskrit och de slaviska språken, i "Rad", häfte 132), en monografi om Vatroslav Oblak, Die Geschichte von den sieben Weisen bei den Slaven och Die ersten Schritte des russischen Romans.